# Mythenteles hellenicae
Mythenteles hellenicae är en tvåvingeart som beskrevs av Neal L. Evenhuis 2003. Mythenteles hellenicae ingår i släktet Mythenteles och familjen svävflugor.
Artens utbredningsområde är Grekland. Inga underarter finns listade i Catalogue of Life.